# Yelda
Yelda (persiska: یلدا), även Yalda, är ett kvinnonamn som härstammar från syriska språket. Namnet betyder "födelse" och var ursprungligen kopplat till Jesu födelse i kristendomen men kom på 400-talet att användas om den iranska guden Mithra som ansågs ha fötts på vintersolståndet. 
I Mellanöstern är namnet särskilt förknippat med högtiden "Yaldas natt" (Shab-e Yalda), som firas i Iran på årets längsta natt och just med anledning av Mithras födelse.